# Col de Peyronnenc
Le col de Peyronnenc est un col routier situé dans le Massif central en France. À une altitude de 879 mètres, il se trouve en région Occitanie, à la limite entre le département de l'Aveyron et le département du Tarn.

## Toponymie
Le col de Peyronnenc tient son nom du lieu-dit Peyrounenc rattaché à la commune de Laval-Roquecezière, en aval du col.

## Géographie
Le col se situe à la limite du parc naturel régional des Grands Causses (Aveyron) et du parc naturel régional du Haut-Languedoc (Tarn), entre les communes de Laval-Roquecezière (Aveyron) et de Saint-Salvi-de-Carcavès (Tarn). Le Dadou y prend sa source au nord-ouest.
Il se trouve à la jonction entre les routes départementales D 607 (Aveyron) et D 89 (Tarn).

## Histoire
Dans les années 2010, Bernard Aussillou, président (2000-2012) de la Ligue des Pyrénées de cyclisme et président de l'Amicale des diagonalistes de France depuis 2018, après de nombreuses randonnées cyclistes dans les alentours, trouve que ce lieu détient le dénivelé nécessaire et identifie le potentiel cycliste de ce col. Au départ, une simple latte de bois avec le nom du col est installée. L'idée prenant une importance forte dans le cyclisme midi-pyrénéen est débattue au niveau régional et ce col, remplissant les qualités nécessaires, est inventorié parmi les cols routiers.

## Cyclisme

### Tour de France
Gravi depuis Saint-Sernin-sur-Rance, le col figure au km 73,5 de la 7e étape du Tour de France 2020 en 3e catégorie entre Millau et Lavaur. Le Belge Thomas De Gendt s'échappe et le passe en premier.

### FFCT
Le col de Peyronnenc est à mi-parcours du Brevet randonneurs mondiaux de 200 km organisé par les « Déjantés » (club affilié à la Fédération française de cyclotourisme de Lisle-sur-Tarn) depuis 2018, et qui réunit chaque année jusqu'à 99 adeptes du cyclisme.

### Profil
Le départ principal du col est situé à Saint-Sernin-sur-Rance. À partir de ce point, l'ascension est longue de 15,2 km, avec un dénivelé de 577 m.